# 湖広省
湖広省（ここうしょう）とは、かつて中国に存在した行政区域。省都は武昌府（現在の湖北省武漢市）。現在の湖北省・湖南省。

## 概要
「湖広」の名称は宋・元時代に遡るとされている。行政区域としての初出は、至元11年（1274年）、元が南宋攻略のため武昌府に設置した湖広等処行中書省（当初は荊湖等処行中書省）とされているが、その管轄は現在の湖北・湖南両省の大部分及び広東省・広西チワン族自治区の一部であった。明の成立によって、現在の湖北・湖南両省の領域に改められ、洪武9年（1376年）に湖広等処行中書省に代わって湖広承宣布政使司を武昌府に設置、以後湖広省と称された。また、洪武3年（1370年）には武昌都衛が設置され、洪武8年（1375年）には湖広行都指揮使司と改称されて武昌に設置された。正統3年（1438年）、湖広巡撫が武昌に設置され、正徳年間以後、湖広総督が設置と廃止を繰り返した（『明史』巻73・職官志二）。清は湖広総督と湖広承宣布政使司を設置していたが、康熙3年（1664年）になって布政使を南北に分けて湖北省・湖南省とした。ただし、湖広総督は引き続き武昌に置かれて両省を管轄した。